# Lygodium lanceolatum
Lygodium lanceolatum är en ormbunkeart som beskrevs av Nicaise Augustin Desvaux. Lygodium lanceolatum ingår i släktet Lygodium och familjen Lygodiaceae. Inga underarter finns listade.